# もえたん
『もえたん』は、2003年の秋に三才ブックスより発売された英語学習と二次元（アニメ調）美少女を組み合わせた英語参考書。内容的には、一つの英単語に対して、その解説と一つの例文が組になったものが多く掲載された単語学習帳である。
英文監修は埼玉大学名誉教授の渡辺益好、例文の英訳は西武文理大学専任講師の鈴木政浩が担当した。
数多く出版されている「萌え本」の中では最も商業的に成功したタイトルとしても知られる。『もえたん』の「たん」とは、英単語の「単」とインターネットコミュニティにおいて用いられる接尾語「たん」をかけている。
2016年7月時点で、第1作と第2作の累計発行部数は42万部を超える。

## 『萌える英単語 〜もえたん〜』
ISBN 4-915540-70-7 / 新装版 ISBN 4-915540-97-9
2003年11月21日に『萌える英単語 〜もえたん〜』の表題で発売。なお、2005年3月26日発売の新装版は商標上の問題から『新装版 もえたん』の表題になっている（後述）。
各節ごとには数ページのイラストと物語が掲載されており、本全体として簡単なストーリーを持っている。フルカラーで、表紙から少女のイラストが掲載されているなど、特徴的な見た目で話題をよんだ。なお、カバーの裏に
は「ハイブリッド英単語帳」と書かれた一般的な英単語帳の装丁のカバーが印刷されている。イラストはこの作品が商業デビューとなるイラストレーターのPOPが描いている。
本書の特徴は、その見た目やイラストだけではなく、その大半がアニメやゲームなどからの名台詞を引用したもの、あるいはそれらを連想させる一風変わった例文にもある。これにより、本書は単にイラストの好みにより目を引くだけではなく、例文がカバーする範囲のアニメファンやゲームファン、あるいはオタクに類する層の注目を集める事に成功した。
ただし、本書は受験生向けの「大学受験用の参考書」（帯による）であるが、ジョークグッズとしての側面も持ち合わせており、その英文校閲の杜撰さも指摘されている。これについては「誤った英語を身につけさせ、受験参考書としては相応しくない」などとする批判派から、「娯楽用にはよい出来であるし、英語学習の足がかりとしては十分」などとする擁護派まで、立場が割れている。製作者側も、例文があまりに独特すぎるため、外国人から「例文が何を意味しているのか、さっぱりわからない」という声が多数あるなど校閲の担当者を探すのに苦労したと語っており、そのことをネタとした例文も存在する。
実際にアマゾンでは発売直後に売上ランキング1位となり、発行部数も発売から2か月で10万部を超えるヒット商品となり、英語参考書としては異例のベストセラーとなった。アマゾンではわずか2か月分の集計にもかかわらず、『バカの壁』を抑えて年間ベストセラーランキング1位に輝いた。TBS系のテレビ番組・王様のブランチでこの『萌える英単語〜もえたん〜』が紹介されるなど、テレビ番組にも登場した。また、2004年8月より携帯電話アプリ（後述）もサービス開始。さらに、アニメ雑誌『アニメージュ』（徳間書店）2004年3月号では64ページの小冊子『ぷちもえたん - Appendix of Animage -』が付録になった（本編の「補習授業」と言う設定で、約120語の補遺が収録されている）他、フィギュアや各種キャラクターグッズも発売された。
2005年冬のコミックマーケット69の企業ブースでは、リスニングCD（後述）や豆本『もえたんnano』（内容は基本的に同じ）、ファンブックなどが販売された（一部同人ショップでも販売）。
類似商品として、女性向けの『恋する英単語』・さらには『おおきいおともだちのための えろたん』まで出されている。
2004年6月現在、発行部数は17万部。類書の『恋する英単語』が3万部。なお、英単語学習帳の定番のひとつである『英単語ターゲット1900』は『もえたん』発売後から2004年6月現在までに発行部数45万部である。
韓国では韓国語版が多楽園より『엽기영단어』という名で販売され、香港・台湾では銘顕文化より中国語（繁体字）版『萌單』が、中国大陸では遼寧科学技術出版社より中国語（簡体字）版『萌英语单词』が出版されている。
すでに電子書籍化されたりスマートフォン版「もえたんfor iPhone/Android」が販売されているが、スマートフォン版「GREE」より萌えて覚える英単語学習Androidアプリとして「もえたんfor iPhone/Android」の体験版が提供された。

### 主な登場人物
声はリスニングCD版・テレビアニメ版のもの。
虹原いんく（にじはら いんく）
声：田村ゆかり
原作において主人公の幼馴染と説明されている少女。したがって設定上は主人公ではないが、実質的な中心人物であり、原作・アニメ共に大半がいんく視点で進行する。17歳の高校生なのだが、とてもそうは見えないロリ幼女体型。どこでも小学生と間違われることが若干コンプレックスである。ナオくんのことで毎日のように妄想する妄想癖がある。
学業成績は優秀で、憧れのナオくんと同じ大学に行くために、魔法少女「パステルいんく」に変身して彼の家庭教師となる。なお、姓の「虹原」を読み替えると「にじげん」（2次元）となる。
ぱすてるインク
虹原いんくが変身した後の姿。コスチュームは白スク水ベース。髪の色は本来の赤茶色から水色に変化する。この点は魔界天使ジブリールのジブリールと似ている。魔法を使うステッキはキャンディ型で、魔力は一応存在するものの、ほとんど役に立たない。性格は一見虹原いんくの時よりも大胆なように見えるが、実際には恥ずかしさを必死にこらえているいんく本人そのものである。魔法少女物のお約束で、素顔なのになぜか正体はバレず、終盤で変身能力を失った際は単なるコスプレだったのだが、それでもバレなかった。アニメ版では家庭教師に加えて、あーくんが魔法の国に帰れるように困っている人を助けてポイントを貯める任務が加わっており、魔法も結構役に立つ物に変更されている。
ぱすてるインクと、後述のてんぺらスミがアニメ版で使った魔法の技にとして以下のものがある。
- マジカルフライング（Magical flying）

その名の通り飛行能力。ステッキに仕組まれた携帯電話風のテンキーに「FLY」と入力すると、ステッキが小さな羽根になり空を飛べる。しかしその羽根は天使のような背中ではなく、おしりの上に付くため少し不格好になる。初期の頃は蛇行飛行をしたり、着地を試みても墜落同然の結果になることが多かった。
- マジカルパワー（Magical power）

ステッキに「POWER」と入力すると、ステッキが巨大なグローブになって両手に装着され、普通自動車1台程度なら軽々持ち上げられる怪力を発揮する。
ナオくん（手塚ナオ（てづか なお））
声：うえだゆうじ、少年時代：木村亜希子
虹原いんくの幼馴染で、彼女に憧れられている普通の男子高校生。ゲーム好きで学業成績は悪く、突然現れた謎の家庭教師・パステルいんくの指導を受けることになる。
なお、「手塚」姓はアニメ化に際して追加された設定で、原作ではフルネームは不詳であった。
あーくん（アークス・シェルダート・エル・ヴァイアス）
声：小野坂昌也
魔法王国ナンバー1の実力を持った大魔導士だったが、訳アリでアヒルのような姿になってしまった。本名が長すぎるので「アヒルのあーくん」と呼ばれる。なお本名はアニメ化に際して追加された設定で、原作では不詳であった。重度のロリコン趣味で、ストライクゾーンど真ん中のいんくに変身アイテム「Magical Phone」（アニメ版では「マジメロ」）を授けた。アニメ版ではいんくの変身シーンの度に興奮して大量のヨダレを垂らしており、いんくや他の女の子にセクハラを行う事もしばしば、彼のロリコン趣味が魔法王国を重大な危機に陥れる発端となっている。また本来の金髪の美青年姿も登場している。
アニメ版では、アリス（後述）を拘束していた黒き闇をパステルいんく、てんぺらスミ、カーくんと共闘し退治。魔法王国を救うことができ、元の金髪の美青年に戻ることができた。ところがいんくとすみを人間界に帰す際、アリスの目の前でロリコン趣味が再発して彼女の逆鱗に触れたため、アリスの強力な魔法で再びアヒルの姿に逆戻りし、簡単には元の姿に戻れなくなってしまった。
ぺんくん
声：国井咲也
いんくに無理矢理召喚され、しかも鉛筆に封印されてしまった魔法王国の大魔導士。早口でツッコミ好き、かなりの天の邪鬼な性格であり、煽りと叩きと晒しが大好きながらも、根は優しい。CDには未登場だがアニメ版の最終話にむにさんと共にシズクの手下としてゲスト出演するも、だーくんに瞬殺された。
むにさん
声：沖縄の比嘉
いんくに召喚されていらだっていたぺんくんに腹立ち紛れに召喚されてしまい、さらに消しゴムに封印されてしまった魔法王国の大魔導士。知識や実力を持ち、抑え役となる穏和な人物だが、その性格ゆえ貧乏くじを引くことが多い。ぺんくんと同様CDには未登場だがアニメ版の最終話にシズクの手下としてゲスト出演した。

## 『moetan II』
上巻：ISBN 4-915540-98-7 / 下巻：ISBN 4-915540-99-5
『萌える英単語 〜もえたん〜』の続編として、2巻組で発売。上巻2004年12月、下巻2005年3月発売。タイトルがアルファベットでの記述のみになったのは、2004年2月に「萌える」という言葉が第三者（個人）により商標登録されたため、「萌える」の使用を回避した結果と言われている。なお、『萌える英単語 〜もえたん〜』も改訂版では上述の通り『新装版 もえたん』となっている。
総見出し語1601語（上下巻合計）。難易度・カテゴリー別の単語配置や索引の追加など、単語集としての機能は前作を上回るものとなっている。また例文は『もえたん』サイトからの公募で集められたもので採用者には記念品として別バージョンのカバー上下2巻分が贈呈され、時事ネタや最新オタク事情等を反映したものも多い。さらに、ストーリー（桑島由一書き下ろし）も英文となり、英語長文読解への対応がうかがえる。
なお、後述の「もえたん3 魔法少女の帰還〜Return of the Little Witch〜!!」とは対称的に公式サイト「もえたんシリーズ対象マトリクス」においてはシリアスと学習性を高めた作品として紹介されている。
イラストレーターには吉成篤が起用。POPの絵柄とはまったく別の方向性で、「萌え」意味合いが前作と異なっている。
香港・台湾では前作と同様に、銘顕文化より中国語（繁体字）版が発売されている。

### 主な登場人物
透也（Touya）
「moetan II」の主人公。成績はあまり良くない。
優仁（Yuni）
「moetan II」のヒロインで、透也の幼なじみ。天然な性格とは裏腹に、成績は良い。
千歳（Chitose）
「moetan II」のもう一人のヒロインで、透也と優仁のクラスメイト。優仁のよき相談相手でもある。

## 『もえたん サブリーダー 〜文法・表現編〜』
ISBN 4-86199-024-6
2005年12月発売。『もえたん』『moetan II』の例文をもとに、必要な文法項目を体系的に学習できるように構成した「もえたん」の文法ガイドブック。

## 『もえたん3 魔法少女の帰還〜Return of the Little Witch〜!!』
ISBN 4-86199-047-5
2006年7月25日発売。本作では内容が後述の5つのコーナーに分けられ、それまでの作品とは趣が異なっている。公式サイト「もえたんシリーズ対象マトリクス」においてもカジュアルと娯楽性をより高めたものと紹介されており、学習用からオタク向けにシフトした構成と言える。
ストーリー上は初代『もえたん』の直接的な続編で、イラストレーターにはPOPが再起用された。前作以上にサービスカットが増えている。なお、例文にはリスニングCD（後述）からの流用も目立っている。
コーナー概説
萌える英単語〜Eccentric Words
単語と例文という当初のもえたんの形。解説は無くなっている。
以下の4コーナーについては、和訳とは別に、ページ下に主な単語・熟語と簡単な訳が抜粋される形式である。
- とっさのひとこと〜Put a clincher!
  - アニメなどの台詞をそのまま用いているものが多く、より直接的な表現となっている。
- 詩編〜Listen to my song!
  - 詩というよりは長文で、大体7行前後。
- ツンデレ〜Girls can't be Disobedient.
  - ツンデレにありがちなセリフが素材となっている。
- ビルとサム〜Bill and Sam's Excellent Adventure.
  - オタクのビルとサムによる会話文形式。

### 『電撃萌単』
『もえたん3』の製作開始を記念して、三才ブックスとメディアワークスとの特別共同編集により製作された、電撃大王2006年4月号別冊付録。
内容は、『GUNSLINGER GIRL』『灼眼のシャナ』など電撃大王連載作品をモチーフにした例文と、『もえたん3』のプレビュー企画を中心に構成されている。

## 携帯アプリ『もえたんOnline』
ライブウェア（旧・マーベラスライブウェア）提供。
単語帳アプリ
「単語帳アプリ」（2500語、随時追加）では自習モード・英単語テストモードが有る。
アタックアプリ
表示されている単語とその意味が一致しているか否かを○×で回答する単純明快なモード。レベルは6段階で、アタック中に登場する「用例」はコレクションモードにストックされる。
全国ランキング
住所に応じて「もえたん学園東京校」のように都道府県47校ある所属校のランキング上位を目指すモード。単語帳アプリ・アタックアプリで手に入るポイントがプレイヤーのポイントと成り、累計ポイントを競う。
購買部
単語帳・アタックの成績に応じてポイントが入り、このポイントを「購買部」で使うと着せ替えモード用の衣装が手に入る。
この着せ替えモード向けに用意されたスペシャルアイテム「体操服」はキャリアごとにデザインが異なる。

## 『もえたん リスニングCDセット』
Vol.1
2005年12月のコミックマーケット69企業ブースや一部同人ショップで販売された。CDとガイドブックで構成されている（製作協力：とらのあな）。なお、このCDの発音精度は受験用途には不適であるとのアナウンスが発売元・三才ブックスより出されている。	 
英単語学習
とっさのひとこと
ポエム講座
ツンデレ講座
Vol.2
2006年8月のコミックマーケット70企業ブースで先行発売され、一部同人ショップで8月13日に販売が開始された。

## 『もえたん for iPhone』
- 2011年2月22日（火）配信開始。

ジェネシックス提供。iPhone/iPod touch向けアプリケーション。
単語テスト
和→英、英→和各14レッスン
例文テスト
和→英、英→和各14レッスン
単語テスト、例文テストは各レッスンをクリアすることでご褒美画像（全56枚）が表示される。
単語帳
英単語428語を収録。
twitter連動
インク先生へtwitterでの成績報告（つぶやく）機能

## テレビアニメ

### テレビアニメ版概要
2007年7月から9月にUHFアニメの形態にて放送された。ハイビジョン制作。初代もえたんを原作とし、担当声優はリスニングCDの声優をそのまま引き継いでいる。ネット体制、映像フォーマット、製作委員会の一部組み合わせなどは前番組『sola』より引き継ぐ形となる。
毎回の番組の最後に「もえたんコーナー」で英文を紹介し、また本編中でも数本の英文が会話の中に出てくる。しかし、出演声優の英語の発音は必ずしも良いものではなく、また英文も原作通りに難解あるいは実用度の低いものが多いので、原作以上に英語の勉強には適さない。また、DVDでは本編中の英文の字幕をオフにする機能があり、解説書には本編のシーンを使った英会話文が収録されている。
作中で使われている英文だけでなく、アニメ自体にも川口敬一郎監督が手がけた作品に関連する作品をはじめ、各種作品のパロディが多数見受けられる。
2014年11月21日にブルーレイボックスが発売された。

#### 表現規制
性的表現に比較的寛容なUHFアニメでの放送であることを活かして、お色気シーンが多い。ただし、アニメ版の劇中にある変身シーンは放送局によっては表現規制がされている。
裸体の上から変身後の衣装を着る部分でごく僅かな瞬間だけは一部が見えているものの通常は局部をエフェクトによって隠しており、テレビ東京系列であるテレビ大阪及びインターネット配信のBIGLOBEストリームでは画面のホワイトアウトにするなど厳格な規制がされている。しかし、テレビ愛知やAT-X、BS11で放送されたものには同様の規制は無かった。
8話はより描写が過激になっていて、他の放送局もテレビ大阪と同じようにホワイトアウト、及びキャラクターの顔でギャグ的に隠す規制が行われていたが、テレビ愛知でのみその規制が緩めだった。BS11では自主規制は無かった。

### アニメ版の新キャラクター
黒威すみ（くろい すみ）
声 - 戸松遥
いんくの幼馴染みで同級生のお嬢様。いんくと同様の幼児体型でドジっ娘体質。感情により変化するアホ毛が特徴。勉強は得意だが、英語だけは小さい頃のある出来事が原因で苦手。
昔はいんくと仲良しだったが、ナオくんに片想いするようになってからいんくを勝手にライバル視するようになり、何かにつけて張り合おうとする（想い人がカークスに成って以来は張り合う事が減っている）。
偶然に変身シーンを目撃していんくの秘密を知り、更に野良犬に襲われていたかーくんを助けたことから、マジメロを授かる。
就寝時は着ぐるみのようなネコパジャマを愛用している（なぜかオス）。
朝に弱く、いつも瑠璃子に叩き起こされたり、だらしない態度を取る度に彼女にお仕置きされている。
好物は芋長の芋羊羹。魔法王国でかーくんに助けられた事がきっかけで彼と恋仲になり、以後はいんくとナオくんの仲を応援するようになる。
てんぺらスミ
すみがかーくんから与えられたマジメロを使って変身した姿。変身後の名称は絵画のテンペラ技法に由来。猫耳型の大きなカチューシャを頭に付け、黒スク水をベースにしたコスチュームに身を包む。これは猫好きなすみが黒猫をイメージして作り上げた。猫耳を強調するため、自身の耳をカチューシャの下に伸びている耳あて部分に収め、目立たないよう工夫されている。髪の色は本来の紫から赤に変化する。魔法を使うステッキはアイスクリームコーン型で、魔力はいんくとほぼ同じである。
初めての変身を自室内で、しかも真夜中に行ったのが仇になり、瑠璃子に「変なコスプレ」と勘違いされ、スリッパでお仕置きされてしまった。
かーくん（カークス・ギルバート・ガイ・セリュース）
声 - 檜山修之
猫の姿をしたすみの従者で。あーくん同様のロリコン趣味で、すみの変身シーンなどに興奮して鼻血を垂らしている。またすみには人形扱いされているのか、よく掴まれて移動している。魔法の力を使い切って弱っていた際に偶然すみに助けられ、あーくんやいんくを追うためすみと共闘関係を結ぶ。
魔法王国ではアークスの同僚で、アークスに次いで王国ナンバー2の魔法使い。本当の姿は格闘ゲームキャラ風コスチュームを着た青年。アークスもろとも黒き闇の陰謀に巻き込まれる形で猫のような姿に変えられ、人間界に送り込まれてしまう。黒き闇の陰謀を知った後はあーくんたちと共闘し退治。元の姿に戻れたが、すみが人間界に帰されると永遠に会えなくなるのを察したアリスの計らいで、再び猫の姿で人間界に行くことになる。
白鳥ありす（しらとり ありす）（アリス）
声 - 名塚佳織
カチューシャと眼鏡が特徴。普段は人気アイドルとして『白鳥ありす』の名前で活躍している。本名はアリスで第3の魔法少女。ウサギをイメージしたコスチュームに変身し、その時眼鏡をはずす。魔法を使うステッキはモンキータンブリンがベース。魔法王国の住人で、あーくんに私怨がありつけ狙っている。なお、学園祭においていんく達の学校の制服を着ているシーンがあるが、学校に通っている描写が無いので詳細は不明。
魔法王国では時の流れの中に封印された「黒き闇」を監視する「時の番人」で、人間界では姿を変えているが本当の姿は大人の女性でかなりの巨乳だが、恋心を抱いている貧乳好みのアークスの言動に激怒した事が、黒き闇に付け込まれるきっかけとなった。いんく達より強力な魔法を用いるが、人間界では消耗が激しく短時間しか変身できない。黒き闇との戦いが終わった後もアークスの相変わらずのロリ趣味丸出しの言動に鉄拳制裁を加え、再びアヒルの姿に変えてしまった。
後に人間界に戻り、アイドルとしての活動に生き甲斐を見出している。
なーくん（ナディ・ポシェット）
声 - 金田朋子
ウサギの姿をしたありすの従者。なぜかいつもブルブル震えている。本当の姿はあーくん好みの幼い女の子である。
瑠璃子（るりこ）
声 - 森永理科
すみの屋敷で働くクールなメイドさん。仕事に忠実で、特に英語の成績の良くないすみに対しては容赦ないツッコミやドツキお仕置きを入れる。だがそれは長年の付き合いによる信頼から来るものであり、絆は強い。てんぺらスミの正体もすみの自室にいたとは言え、あっさり見抜く。年齢は不明だが、学生時代から幼いすみの世話をしている事から、20代半ばから後半と推定される。
手塚澪（てづか みお）
声 - 中尾衣里
ナオの妹で中学3年生。いんくよりも少しだけ背が高くて胸も若干大きい。パソコンを駆使したシミュレーションの達人で、ノートパソコンは常にカバンに入れて持ち歩いている。いんくがナオのことを好きだと知っていて、何かと協力してくれる。また結構なオタクで、アニラジをかかさず聞いていたり、同人誌を執筆したりしている。
後にいんく達が卒業した高校に通うようになり、経緯は不明だがだーくん（ダンディ=魔法王国国王、詳細は下記参照）からマジメロを授かり、ヒマワリな杖とウサギな衣装（バニーガールではない）の魔法少女『マジカルミオ』となって活躍している。
商店街で強風にスカートを捲られ白とピンクの縞々パンツが丸見えになった時、澪の悲鳴を聞きつけて一瞬で野郎たちの人だかりができ、取り囲まれて大歓声の中じっくりとパンツを見られた。「やだーエッチ！」「もう…見ないで」と恥ずかしがるが、再び風が吹いてパンツ丸見えとなり、澪の悲鳴と野郎たちの大歓声が商店街に響き渡る。（りほこ先生のスカートも捲れていたが誰も反応せず、ショックを受けていた。
鈴木麗美（すずき れみ）
声 - 本多陽子
いんくのクラスメイトでクラス委員長を務めている。長身でスタイル抜群（特にバストが98cmもある巨乳）。かわいい女の子が大好きで、特に小学生のようにかわいいいんくやすみは大のお気に入り。普段は眼鏡を掛けていないが、稀に掛ける時がある。
田中里奈（たなか りな）
声 - 井口裕香
いんくのクラスメイト。ショートカットでボーイッシュ。体育会系の活発な女の子。バストは73cm。
古田りほこ（ふるた りほこ）先生
声 - 坂本美里
いんくのクラスの美人英語教師。独身で結婚を焦っている。過去にダンディに助けられたことがあり「赤いチューリップのお方」と呼び慕っている。
いんくママ
声 - 石毛佐和
いんくの母親。いんくと同様に背が低く若々しい外見で天然な性格をしており、若いころはいんくのように妄想癖があった。なお父親は新聞を読んでいる姿が登場しているが、台詞が無く、顔も新聞に隠れているため不明。
マジメロ
声 - 木村亜希子
いんく達の変身アイテム。変身前はケータイ、変身後はステッキ状になる。困っている人を探知するナビゲーション機能や、魔法更生委員会からの人助けポイント通知の受信機能もある。
ダンディ
声 - 中田譲治
どこからともなくやってきては、いんくを助ける謎の中年男性。いんくには「ダンディさん」と呼ばれていて、独特の信頼関係のようなものが成立している。なぜか警官に追われており、唐突に現れては唐突に消える。赤いバラならぬチューリップを手にしている。
その正体は魔法王国の国王。黒き闇の陰謀を知りながらもアークスとカークスを人間界へと送り込んだ。後日、どういった経緯かは不明だがあーくんたちと同様に犬の姿「だーくん」となって人間界に帰還、澪にマジメロを授けている。澪の変身シーンではヨダレと鼻血を同時に垂れ流している。国王だけあって魔法攻撃力は高く、シズクの手下として登場したぺんくん・むにさんを瞬殺している。
警官
声 - 家中宏
ダンディを追う警察官。顔や言動が銭形警部に似ており、こちらは現れた瞬間理不尽な不幸に遭って退場する事が多い。ダンディとは10年以上追跡劇を演じているらしい。
親父
声 - 岩田光央
なぜかそこかしこに姿を現す謎の豪快かつ変態な親父。その性格からか、いんくやすみにはぶっ飛ばされ、あーくんとはウマが合うためか、いつの間にか師弟関係を結んでいる。アニメではギャグ的に流しているが、「ぴくちゃーすとーりー」ではあーくんの本名を知っており、魔法王国になんらかの関わりがある人物らしい。魔法王国に親父と似た青い巨星と呼ばれる騎士団長がいるが関わりがあるかどうかは不明。
美穂（みほ）
声 - 木村亜希子
黒威家の別荘に住み着いていた幽霊。なぜか巫女の格好をしており、幽霊のクセに怖がり。そのままいんくについて来てしまい、学園祭ではいんく達のクラスの「幽霊喫茶」で時給30円でアルバイトしている。
黒き闇
声 - 名塚佳織
魔法王国と人間界の崩壊を目論む邪悪な存在。かつてアークス達魔法王国の魔導士との戦いに敗れて封印されていたが、アリスのアークスに対する負の感情に付け込んで復活、アークス・カークスを無実の罪で魔法王国から追放させた。事件の全ての元凶。劇中では黒いアリスの姿で登場し（声も名塚が兼任）、一時はアリスを軟禁状態にするが、マジカルいんくたちの活躍により消滅させられた。
シズク
声 - 井上麻里奈
最終話に登場し、同級生の澪を狙っている。ドジっ娘。その正体は魔法少女の『マジカルシズク』。ぺんくん・むにさんをお供に連れている。マジカルヒマワリという人物に魔法少女にしてもらう、その人物の願いにより澪を倒そうとしている。

### スタッフ
- 原作 - もえたん（三才ブックス）
- 監督 - 川口敬一郎
- シリーズ構成 - 長谷見沙貴
- ストーリー原案・原案設定 - 風森進
- キャラクター原案 - POP
- キャラクターデザイン・総作画監督 - 西尾公伯
- マジックアイテムデザイン - うめつゆきのり
- キーアニメーター - 佐野英敏、梶浦慎一郎、我孫子守
- 美術監督 - 坂本信人
- 色彩設計 - 原田幸子
- 撮影監督 - 阿部安彦
- 編集 - 田熊純
- 音響監督 - 松岡裕紀
- 音楽 - 渡辺剛
- 英文制作 - 株式会社インタック
- 英語指導 - 許綾香
- アニメーションプロデューサー - 丸山俊平
- プロデューサー - 永谷敬之、鎌倉和人、細川修
- アニメーション制作 - アクタス
- 製作 - ぱすてるインク応援団（バンダイビジュアル、プラネットエンターテイメント、アクタス、博報堂DYメディアパートナーズ）

### 主題歌
オープニングテーマ「魔法少女マジカルたん!」
作詞 - 畑亜貴 / 作曲 - 田代智一 / 編曲 - 安藤高弘 / 歌 - 虹原いんく&黒威すみ&白鳥ありす（田村ゆかり、戸松遥、名塚佳織）
オープニングテーマ「TOUGH GIRL」（13話）
作詞 - 畑亜貴 / 作曲・編曲 - ISAO / 歌 - マジカルミオ&マジカルシズク（中尾衣里、井上麻里奈）
エンディングテーマ「スキップ!」（1話 - 9話、11話 - 13話）
作詞・作曲 - Hiro / 編曲 - quad / 歌 - のみこ

### 各話リスト
| 話数 | サブタイトル                     | 脚本                         | 絵コンテ                     | 演出                         | 作画監督                              |
| ---- | -------------------------------- | ---------------------------- | ---------------------------- | ---------------------------- | ------------------------------------- |
| 1    | マジカルティーチャー             | 長谷見沙貴                   | 川口敬一郎                   | 川口敬一郎                   | 宮川智恵子                            |
| 2    | ライバルなんていらない           | 長谷見沙貴                   | 川口敬一郎                   | 阿久たすく                   | 木下由美子 平田卓也                   |
| 3    | 恐怖大作戦                       | 長谷見沙貴                   | 新町薫                       | 新田義方                     | 小峰正頼                              |
| 4    | 時の中のアイドル                 | 長谷見沙貴                   | 川口敬一郎                   | 池畠ヒロシ                   | 久嶋浩徳                              |
| 5    | 小さな思い出                     | 長谷見沙貴                   | 川口敬一郎                   | 橋口洋介                     | 秋谷有紀恵                            |
| 5.5  | すみと瑠璃子のもえたんダイアリー | 総集編（責任編集：永谷敬之） | 総集編（責任編集：永谷敬之） | 総集編（責任編集：永谷敬之） | 総集編（責任編集：永谷敬之）          |
| 6    | 初めてのデート                   | 長谷見沙貴                   | 四谷光宏                     | 中野英明 村田尚樹            | 西尾公伯、佐野英敏 中本尚子、佐野エリ |
| 7    | 狙われた学園祭                   | 長谷見沙貴                   | 中村憲由                     | 村田尚樹                     | 佐野恵一 小林調                       |
| 8    | トラブル                         | 長谷見沙貴                   | 中野英明                     | 中野英明                     | 宮川智恵子 飯飼一幸                   |
| 9    | 風…流れる                        | 長谷見沙貴                   | 川口敬一郎                   | 新田義方                     | 小峰正頼                              |
| 10   | 禁断の時                         | 長谷見沙貴                   | 中村憲由                     | 阿久たすく                   | 佐野英敏 田辺謙司                     |
| 11   | 負けるな受験生!                  | 長谷見沙貴                   | 川口敬一郎                   | 高橋順                       | 梶浦伸一郎 宮川智恵子                 |
| 12   | スキップ!                        | 長谷見沙貴                   | 川口敬一郎                   | 橋口洋介                     | 秋谷有紀恵                            |
| 13   | 世紀末覇者!魔法少女総進撃        | 長谷見沙貴                   | 川口敬一郎                   | 川口敬一郎                   | 宮川智恵子                            |

### 放送局
| 放送地域 | 放送局            | 放送期間                      | 放送日時           | 放送系列         | 備考             |
| -------- | ----------------- | ----------------------------- | ------------------ | ---------------- | ---------------- |
| 千葉県   | チバテレビ        | 2007年7月8日 - 9月23日        | 日曜 25:30 - 26:00 | 独立UHF局        |                  |
| 神奈川県 | tvk               | 2007年7月9日 - 9月24日        | 月曜 23:00 - 23:30 | 独立UHF局        |                  |
| 大阪府   | テレビ大阪        | 2007年7月9日 - 9月24日        | 月曜 25:10 - 25:40 | テレビ東京系列   |                  |
| 埼玉県   | テレ玉            | 2007年7月11日 - 9月26日       | 水曜 25:30 - 26:00 | 独立UHF局        |                  |
| 愛知県   | テレビ愛知        | 2007年7月13日 - 9月28日       | 金曜 25:28 - 25:58 | テレビ東京系列   |                  |
| 日本全域 | BIGLOBEストリーム | 2007年8月9日 - 10月25日       | 木曜 10:00 更新    | ネット配信       |                  |
| 日本全域 | AT-X              | 2007年8月10日 - 10月26日      | 金曜 11:30 - 12:00 | アニメ専門CS放送 | リピート放送あり |
| 日本全域 | BS11              | 2008年11月7日 - 2009年1月30日 | 金曜 23:30 - 24:00 | BSデジタル放送   | 『ANIME+』枠     |

テレビ愛知でのみ、2007年7月6日に放送開始直前特番「もえたんがアニメになっちゃった!OAいぶすぺしゃる!!」が放送された。出演は戸松遥、森永理科。翌日の7月7日より期間限定でネット配信もされている。DVD一巻に収録。

### インターネットラジオ
もえたん リスニングRADIO
BEAT☆Net Radio!及びランティスウェブラジオにて、2007年7月6日より配信されていた。パーソナリティは黒威すみ役の戸松遥と瑠璃子役の森永理科。

### 関連書籍
- もえたんビジュアルファンブック（一迅社、2008年4月1日初版発行、ISBN 978-4-7580-1097-9）
  - テレビアニメの設定資料、キャラクターガイド、ストーリーガイドのほか、「もえたんコーナー出張版ぷらす！」と題されたCD-ROMが付属する。

## 雑誌連載
メガミマガジン（学研）2007年9月号より、文：朝霧つくね、絵：POPによるアニメ版の公式サイドストーリー「もえたん ぴくちゃーすとーりー」が連載されている。第四の魔法少女「マジカル・ヒマワリ」とそのお付「めーくん」が登場し、願いを叶える花を咲かせる種「フラワーン」を巡って騒動が起きる。2008年3月に単行本発売（ISBN 978-4-05-403736-6）。

### 漫画化作品
- ゲームラボ（三才ブックス）2007年8月号より、付録小冊子「月刊もえたん」にて漫画版『もえたん 〜Magical Busters, please save the world!〜』の連載が開始されている。作画は高橋てつや。地球の危機の為にいんくとすみが力を合わせるという、オリジナルストーリー。小冊子が4号連続付録だったため全4話で完結する予定だったが、急遽1話延長が決定。完結編となる第5話は三才ブックスから2008年1月31日発売されたムック「現代視覚文化研究 Vol.2」に収録された。2008年4月に単行本発売（ISBN 978-4-86199-125-7）。
- 電撃黒「マ）王（アスキー・メディアワークス）Vol.1 - 6にアニメ版のコミカライズを連載。作画はDe。2009年1月に単行本発売（ISBN 978-4-04-867624-3）

## ゲーム
- テクノクエストからWindows XP/Vista用シューティングゲーム『もえたん・しゅ〜てぃんぐ』が2007年8月9日に発売された。ネタゲー感の強い内容である。
- 『電撃G's magazine』（メディアワークス）2005年11月号においてパステルいんくを始めとするもえたんキャラクターを起用したWindows用麻雀ゲーム「もえじゃん 〜ひみつの麻雀Lesson〜（仮称）」の情報が掲載されたが、発売日未定のまま続報も途絶えている[8]。
- 2007年11月30日に対戦型ゲームブック「クイーンズブレイド」の新ブランド「クイーンズゲイト」に「魔法少女 虹原いんく」として登場している。
- アイデアファクトリーからニンテンドーDS用ゲーム『もえたんDS』が2008年7月24日に発売された。予約特典には、黒威すみ役の戸松遥とカークス役の檜山修之が声を担当している「すみとかーくんの合格祈願D・V・D！」が付いていた。

## その他の展開
- イーフロンティアからPoser用フィギュアコンテンツとして「Poserフィギュア もえたん 虹原いんく ダウンロード版」「Poserフィギュア もえたん パステルいんく ダウンロード版」「Poserフィギュアパック もえたん」が発売された。
- 大藤からは「もえたん 真夜中のおやつ -Midnight Snack-」というお菓子が発売されている。これまで同社の萌え系のお菓子ではオリジナルキャラを使ってきたが、既存キャラクターとのタイアップは初めての事例となった。またこの商品開発の裏側がフジテレビ「新報道プレミアA」で取り上げられた。
- もえたんアニメ版と『魔法の海兵隊員ぴくせる☆まりたん』双方の公式サイトで期間限定でコラボレーション企画が行われ、もえたん側にまりたんとじえいたんが登場、まりたん側にはまりたんがぱすてるインクのコスプレをしているイラストが掲載された。双方共に英語を扱い、萌え本の元祖たるもえたんと、萌え本のテイストを取り入れたまりたんの共通点からくるものから成立した企画となった。
- コラボレーションとは明示されていないが、同時期に放送され、本作同様に製作・DVD発売にバンダイビジュアルが関わっている『ぽてまよ』と関連し、アニメ情報フリーペーパー「A-STATION」2007年8月号表紙にいんく・あーくん・ぽてまよが描かれたPOP作のイラストが掲載、アニメの11話ではぽてまよのフィギュアやぐちゅ子の形をしたシャンプー容器、12話ではぽてまよのポスターが登場している。また、アニメ版公式サイトのトップページにぽてまよとぐちゅ子が登場した（ぽてまよをクリックするとぽてまよのアニメ版公式サイトに飛ぶようになっていた）。